# NASCAR-Camping-World-Truck-Series-Saison 2011
Die NASCAR-Camping-World-Truck-Series-Saison 2011 begann am 18. Februar 2011 mit dem NextEra Energy Resources 250 auf dem Daytona International Speedway in Daytona Beach, Florida und endete am 18. November 2011 mit dem Ford 200 im Zuge des Ford Championship Weekends auf dem Homestead-Miami Speedway in Homestead, Florida.

## Rennkalender
| Datum      | Rennen                                    | Rennstrecke                     | Pole-Position    | Sieger          |
| ---------- | ----------------------------------------- | ------------------------------- | ---------------- | --------------- |
| 18.02.2011 | NextEra Energy Resources 250              | Daytona International Speedway  | Austin Dillon    | Michael Waltrip |
| 25.02.2011 | Lucas Oil 150                             | Phoenix International Raceway   | Clint Bowyer     | Kyle Busch      |
| 11.03.2011 | Too Tough To Tame 200                     | Darlington Raceway              | Cole Whitt       | Kasey Kahne     |
| 02.04.2011 | Kroger 250                                | Martinsville Speedway           | Johnny Sauter    | Johnny Sauter   |
| 22.04.2011 | Nashville 200                             | Nashville Superspeedway         | Kyle Busch       | Kyle Busch      |
| 13.05.2011 | Lucas Oil 200                             | Dover International Speedway    | Justin Marks     | Kyle Busch      |
| 19.05.2011 | North Carolina Education Lottery 200      | Charlotte Motor Speedway        | Timothy Peters   | Kyle Busch      |
| 04.06.2011 | O’Reilly Auto Parts 250                   | Kansas Speedway                 | Austin Dillon    | Clint Bowyer    |
| 10.06.2011 | Winstar World Casino 400K                 | Texas Motor Speedway            | James Buescher   | Ron Hornaday    |
| 07.07.2011 | Camping World Truck Series 225            | Kentucky Speedway               | Johnny Sauter    | Kyle Busch      |
| 16.07.2011 | NASCAR Camping World Truck Series at Iowa | Iowa Speedway                   | David Mayhew     | Matt Crafton    |
| 22.07.2011 | Lucas Deep Clean 200                      | Nashville Superspeedway         | Austin Dillon    | Austin Dillon   |
| 29.07.2011 | AAA Insurance 200                         | Lucas Oil Raceway               | Austin Dillon    | Timothy Peters  |
| 06.08.2011 | Good Sam RV Emergency Road Service 125    | Pocono Raceway                  | Kevin Harvick    | Kevin Harvick   |
| 20.08.2011 | VFW 200                                   | Michigan International Speedway | Matt Crafton     | Kevin Harvick   |
| 25.08.2011 | O’Reilly Auto Parts 200                   | Bristol Motor Speedway          | Elliott Sadler   | Kevin Harvick   |
| 02.09.2011 | Good Sam Club 200                         | Atlanta Motor Speedway          | Ricky Carmichael | Ron Hornaday    |
| 16.09.2011 | Fast Five 225                             | Chicagoland Speedway            | Steve Arpin      | Austin Dillon   |
| 01.10.2011 | Kentucky 225                              | Kentucky Speedway               | Austin Dillon    | Ron Hornaday    |
| 15.10.2011 | Smith’s 350                               | Las Vegas Motor Speedway        | Ron Hornaday     | Ron Hornaday    |
| 22.10.2011 | Coca-Cola 250 powered by fred’s           | Talladega Superspeedway         | James Buescher   | Mike Wallace    |
| 29.10.2011 | Kroger 200                                | Martinsville Speedway           | Matt Crafton     | Denny Hamlin    |
| 04.11.2011 | WinStar World Casino 350k                 | Texas Motor Speedway            | James Buescher   | Kevin Harvick   |
| 18.11.2011 | Ford 200                                  | Homestead-Miami Speedway        | James Buescher   | Johnny Sauter   |

## Gesamtwertung
| Pos. | Fahrer               | Punkte |
| ---- | -------------------- | ------ |
| 1.   | Austin Dillon        | 888    |
| 2.   | Johnny Sauter        | 882    |
| 3.   | James Buescher       | 859    |
| 4.   | Ron Hornaday         | 838    |
| 5.   | Timothy Peters       | 832    |
| 6.   | Todd Bodine          | 803    |
| 7.   | Joey Coulter         | 796    |
| 8.   | Matt Crafton         | 785    |
| 9.   | Cole Whitt           | 764    |
| 10.  | Nelson Piquet Junior | 752    |
|      | …                    |        |